# Aaron Lennon
Aaron Justin Lennon (* 16. duben 1987 Leeds) je anglický profesionální fotbalista, který hrál na pozici křídelníka, naposledy za anglický klub Burnley FC. Mezi lety 2006 a 2013 oblékal také dres anglické reprezentace.
Kariéru začal v klubu Leeds United v roce 2003 jako nejmladší hráč v Premier League. V roce 2005 přestoupil do Tottenham Hotspur FC. Jako reprezentant Anglie se zúčastnil MS 2006 v Německu a MS 2010 v Jihoafrické republice.

## Klubová kariéra

### Leeds United
V roce 2001 se Lennon stal členem Leeds United Academy. O dva roky později začal svoji profesionální kariéru v Leeds United, kde se stal nejmladším hráčem, se objeví v Premier League. Tehdy mu bylo 16 let a 129 dnů, když nastoupil na utkání proti Tottenhamu, kde ale jeho tým prohrál 2:1.
V roce 2001 vytvořil nový rekord, když ve svých 14 letech podepsal smlouvu s Adidas a vytvořil tak vlastní kolekci bot. Za Leeds United střelil Lennon jen jeden gól v zápasu proti Sunderlandu na Boxing Day 2004, tehdy jeho tým vyhrál 3:2. Většinu zápasů seděl Lennon na lavičce, ale jen do té doby, než z týmu odešel John Oster a Aaron nastoupil na jeho místo.
Když začal mít v červnu roku 2005 Leeds United finanční problémy, prodal Lennona do klubu Tottenham Hotspur.

### Tottenham Hotspur

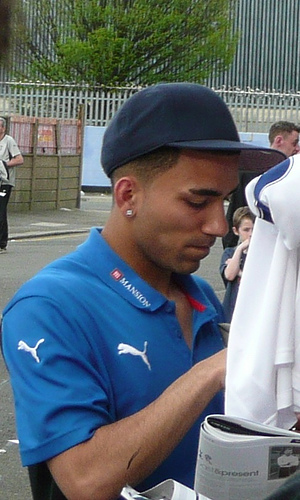
Aaron Lennon (2008)

Lennon byl oficiálně prodán do Tottenhamu dne 15. června 2005 za jeden milion liber. První odehraný zápas v novém týmu byl proti Chelsea, kde prohráli 0:2. Dne 18. března 2006 Lennon vstřelil svůj první gól v Premier League za Tottenham, což nakonec dovedlo tým k výhře 2:0 nad Birminghamem City.
Byl nominován na PFA Young player of the year za sezonu 2005-2006 a následně znovu za 2006-2007. Ocenění ale nakonec získali Wayne Rooney a Cristiano Ronaldo.
Lennon podepsal novou smlouvu na pět a půl roku s Tottenham dne 8. ledna 2007.  Vylepšenou smlouvu podepsal v březnu roku 2009, to znamenalo, že jeho smlouva pro Tottenham končí v roce 2014. Třetí rok po sobě, tedy v sezóně 2008/09, byl nominován na PFA Young player of the year. Cenu ale nakonec nedostal. Lennon byl dvakrát "Hráčem sezóny" a "Mladým hráčem sezóny" v sezóně 2008-09.
Dne 24. října 2009 byl Lennon zraněn v zápase proti Stoke City. Nicméně 22. listopadu se znovu vrátil na zápas proti Wiganu Athletic, kde Tottenham vyhrál 9:1. Lennon poskytl tři asistence a sám vstřelil jeden gól.
Další zranění Lennon utrpěl v prosinci 2009 při zápasu proti West Hamu United, kde si zranil tříslo. 25. dubna se znovu vrátil na zápas pro Manchester United, kde prohráli 3:1.
Dne 1. září 2012 podepsal smlouvu na 4 roky, která ho měla v klubu udržet až do roku 2016. Po tomto byl jmenován kapitánem.

### Everton
Dne 2. února 2015 byl Lennon zapůjčen do klubu Everton pro zbytek sezóny. 22. března 2015 Lennon vstřelil svůj první gól za Everton v utkání proti Queens Park Rangers, kde jeho tým vyhrál 2:1.
V létě se krátce vrátil do Tottenhamu, ale v září 2015 do Evertonu přestoupil natrvalo.

## Reprezentační kariéra
Lennon reprezentoval Anglii v mládežnických kategoriích U17, U19 a U21.
V A-mužstvu Anglie debutoval 3. června 2006 v přátelském zápase v Manchesteru proti reprezentaci Jamajky (výhra 6:0). Zúčstnil se MS 2006 v Německu a MS 2010 v Jihoafrické republice.
Celkem odehrál v letech 2006–2013 za anglický národní tým 21 zápasů, branku nevstřelil.

## Osobní život
Narodil se v Leedsu ve West Yorkshire. Lennonova matka pochází z Jamajky, ale trvale žije v Anglii. Otec pochází z Irska. Je ze čtyř dětí; má jednoho staršího bratra jménem Anthony a další dva mladší sourozence; bratra a sestru. Navštěvoval City of Leeds high school, později ale přešel na Boston Spa School, jelikož tato škola byla blíže k Thorp Arch (hřiště fotbalového klubu Leeds United), tak pro něj bylo snazší soustředit se na studium i na sport. Jeho starší bratr Anthony hrál za fotbalový klub Manchester United's youth team (dorost), avšak pouze do doby před dopravní nehodou, při které se zranil.
Sám Aaron není zasnoubený a nemá žádné děti.